# 카시와 유키나
카시와 유키나(柏幸 奈 가시와 유키나[*], 1994년 8월 12일 ~ )는 일본의 여자 배우, 아이돌이며, 노기자카46, 모모이로 클로버의 전 멤버이다. 카나가와 현 출신.

## 출연

### 텔레비전 드라마
- 특수전대 데카렌쟈 제9화 - 제10화 (2004년, TV 아사히) - 티아라 역
- Deep Love ~아유의 이야기~(2004년, TV 도쿄) - 아유 (유소) 역
- 아랑 <GARO> (2005년 - 2006년, TV 아사히) - 미카미관 로즈 역
- 마탄전기 류켄도 제20화 (2006년, TV 도쿄) - 사리나 역
- MAGISTER NEGI MAGI 마법선생 네기마! (2007년, TV 도쿄) - 네기 스프링 필드 역, 소년 역

### 영화
- ICHI (2008년, 워너브라더스) - 이치 (유소기) 역

### CM
- 유니버설 홈 (2005년)
- 반다이「둘은 프리큐어 믹스 컴뮨」(2006년)
- 전일본공수 (2008년 8월)